# Vít Klusák
Vít Klusák (ur. 24 marca 1980 w Pradze) – czeski reżyser i twórca filmów dokumentalnych.
Jest absolwentem Wydziału Filmowego i Telewizyjnego Akademii Sztuk Scenicznych w Pradze.

## Wybrana filmografia

### Reżyseria
- 1995 – Jablko
- 2000 – Digestive
- 2001 – Ocet
- 2001 – Situace filmu
- 2001 – Návod rekonstrukce kopie skutečnosti
- 2004 – Český sen
- 2006 – Přestávka
- 2015 – Matrix AB
- 2020 – V síti
- 2020 – Jak Bůh hledal Karla

### Produkcja
- 2008 – Burianův den žen
- 2010 – For Semafor
- 2010 – Doba měděná
- 2011 – Pod sluncem tma
- 2011 – Nic proti ničemu
- od 2012 – Český žurnál

### Kamera
- 2003 – Český sen
- 2007 – Pulec, králík a Duch svatý
- 2010 – Český mír
- 2012 – Svobodu pro Smetanu
- 2013 – Život a smrt v Tanvaldu
- 2013 – Spřízněni přímou volbou
- 2013 – Dobrý řidič Smetan
- 2015 – Matrix AB
- 2016–2017 – Zvláštní vyšetřování